# Raphaella Galacho
Raphaella Galacho (28 de junio de 1990) es una deportista brasileña que compite en taekwondo. Ganó una medalla en los Juegos Panamericanos de 2015, y tres medallas en el Campeonato Panamericano de Taekwondo entre los años 2016 y 2022.

## Palmarés internacional
| Juegos Panamericanos    | Juegos Panamericanos         | Juegos Panamericanos | Juegos Panamericanos |
| Año                     | Lugar                        | Medalla              | Categoría            |
| ----------------------- | ---------------------------- | -------------------- | -------------------- |
| 2015                    | Toronto (Canadá)             | Medalla de bronce    | +67 kg               |
| Campeonato Panamericano |                              |                      |                      |
| Año                     | Lugar                        | Medalla              | Categoría            |
| 2016                    | Querétaro (México)           | Medalla de plata     | –73 kg               |
| 2021                    | Cancún (México)              | Medalla de bronce    | –73 kg               |
| 2022                    | Punta Cana (Rep. Dominicana) | Medalla de plata     | –73 kg               |